# Gilles Panizzi
Gilles Panizzi (Roquebrune-Cap-Martin, 19 september 1965) is een Frans voormalig rallyrijder. Hij vergaarde veel van zijn bekendheid tijdens zijn periode als fabrieksrijder bij Peugeot, voornamelijk als een specialist op het asfalt. Met hen werd hij twee keer Frans kampioen en won hij ook zeven rally's in het wereldkampioenschap rally. Later reed hij ook nog voor Mitsubishi in het WK.

## Carrière
Gilles Panizzi debuteerde in 1988 in de rallysport. Net als veel van zijn collega-rijders, kwam een groot deel van zijn opgedane ervaring voort uit de vele asfaltrally's waaraan hij deelnam in het Frans rallykampioenschap. Daarin profileerde hij zich gestaag als een van de voornaamste rijders in dit kampioenschap. Vanaf midden jaren negentig werd hij nauw betrokken bij het fabrieksteam van Peugeot, op dat moment actief met de Formule 2 Peugeot 306 Maxi, een auto waarmee het merk hun terugkeer in de sport opvoerde sinds hun succesvolle periode midden jaren tachtig. Met deze auto greep Panizzi achtereenvolgend in 1996 en 1997 naar de Franse titel toe.
Rond deze tijd begon Peugeot zich ook weer te concentreren met deelnames in het wereldkampioenschap rally. Terwijl Panizzi hier al in 1990 zijn opwachting in maakte, kwam zijn doorbraak hierin dan ook pas in deze periode aan het licht. Tijdens de rondes verreden op het asfalt, konden ze met de voorwiel aangedreven 306 Maxi goede competitie bieden aan de dominerende World Rally Cars met vierwielaandrijving. Een overwinning bleef op dit moment nog uit voor Panizzi, maar hij behaalde wel twee keer een derde plaats in het seizoen 1997. Het jaar daarop wist hij eveneens topvijfresultaten af te dwingen in WK-rally's. Peugeot kondigde vervolgens de introductie van de Peugeot 206 WRC aan, waarmee het hun volledige terugkeer op het hoogste niveau bevestigden. Panizzi kreeg hierin de rol weggelegd als voornamelijk een specialist op het asfalt, en reed daarom een geselecteerd programma voor het team. Hij behaalde het eerste podium resultaat voor de auto in San Remo in 1999, daar eindigend als tweede. In het seizoen 2000 vervulde Panizzi een soortgelijke rol. Terwijl hij in de eerste seizoenshelft qua resultaten nog niet overtuigde, wist hij zich tijdens de laatste paar rondes van het kampioenschap te revancheren met een dominante debuutzege in Corsica, gevolgd door opnieuw een overwinning in San Remo (hoewel hij daar door zijn teamgenoot François Delecour werd beschuldigd van illegale verkenningspraktijken voorafgaand aan het evenement, die hoe dan ook nooit bewezen werden). In het seizoen 2001 reed hij een groter programma, waar hij tijdens de rondes op het gravel werd ingeschreven door het Grifone team. Maar op deze ondergrond wist Panizzi niet tot punten te komen, terwijl hij op het asfalt drie keer op het podium eindigde, waarvan een enkele overwinning in San Remo. De 206 WRC stond op het hoogtepunt van zijn bestaan in het seizoen 2002, toen deze het kampioenschap op nagenoeg alle fronten wist te domineren. Panizzi deed dit niet uitzonderlijk op het asfalt voor het team. Hij won in Corsica, Catalonië (waar hij zelfs op een van de competitieve klassementsproeven met speels gemak een show opvoerde voor het publiek, door in een haarspeldbocht een 360 graden omkeer te maken met zijn auto) en voor het derde jaar op rij in San Remo. Dit bracht hem tot een zesde plaats in het kampioenschap voor de rijders, zijn beste resultaat uit zijn carrière. Desalniettemin bleven zijn resultaten op het gravel achter, en dus speelde hij in 2003 nogmaals de rol als specialist. Het seizoen verliep minder voortvarend voor Panizzi, waar een laatste hard bevochten overwinning in wisselende weersomstandigheden in Catalonië nog voor enige troost zorgde.

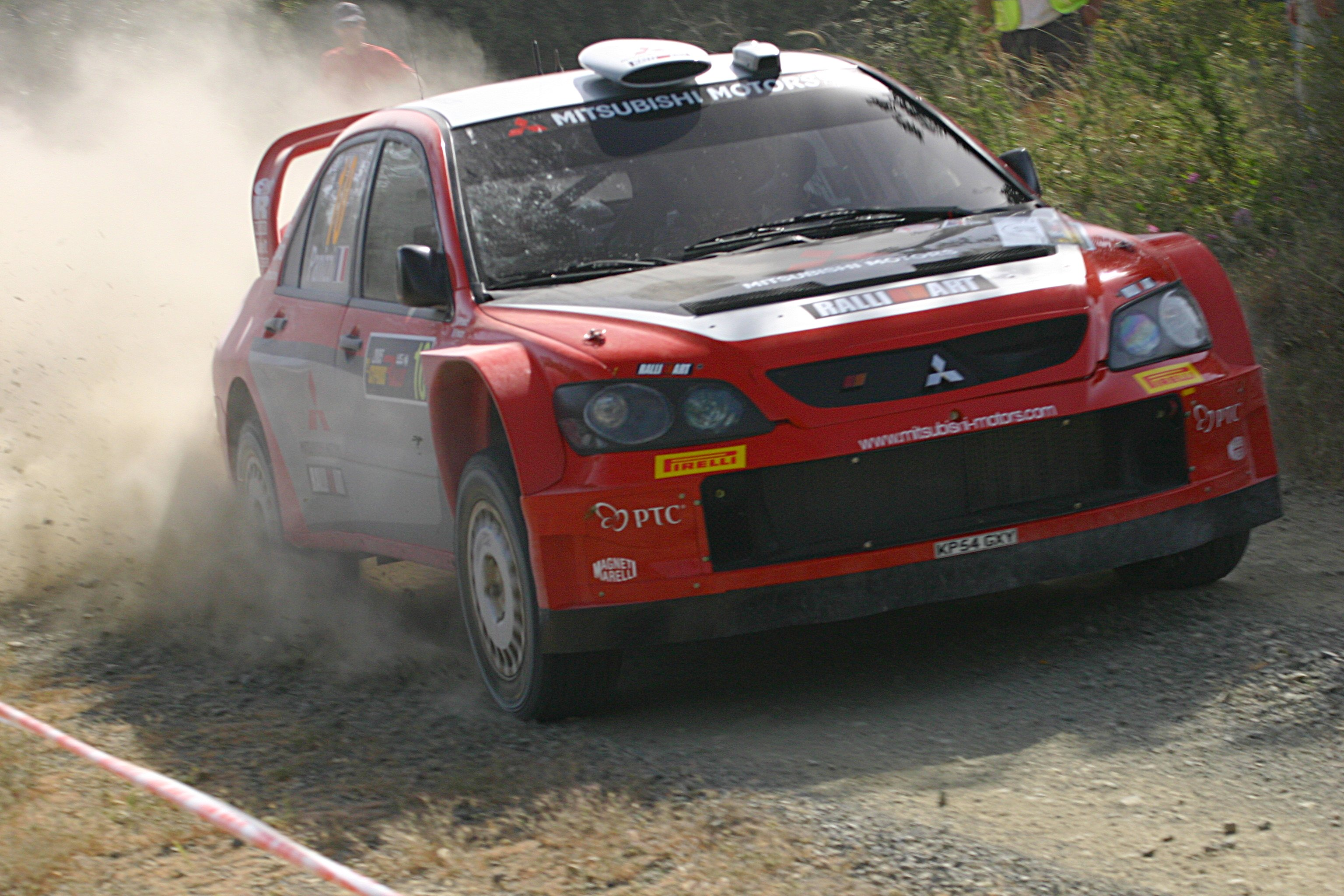
Panizzi actief voor Mitsubishi tijdens de Rally van Cyprus in 2005

Panizzi's langdurige werkrelatie met Peugeot kwam ondanks met de opwachting van de Peugeot 307 WRC tot een einde, en voor het seizoen 2004 tekende hij in plaats daarvan bij het team van Mitsubishi, die dat jaar met een geheel nieuwe versie van de Mitsubishi Lancer WRC een terugkeer maakte in het kampioenschap. Met jongere teamgenoten aan zijn zijde, kreeg Panizzi de rol weggelegd als de ervaren kopman binnen het team. Het debuut zag nog een bemoedigende start maken in Monte Carlo, waar hij als zesde over de streep kwam. In het restant van het seizoen bleek de auto echter te weinig competitief en kampte deze tevens met betrouwbaarheidsproblemen. Het team trok zich uiteindelijk ook voortijdig terug uit het kampioenschap om zich te concentreren op de ontwikkeling van de auto voor het seizoen 2005. Deze kwam inderdaad beter uit de startblokken toen Panizzi met een sterk optreden er een derde plaats mee wist te bemachtigen tijdens de openingsronde in Monte Carlo. Maar met de komst van Harri Rovanperä, een voormalig teamgenoot van hem bij Peugeot, belandde Panizzi op het tweede plan, en wisselde hij gedurende het seizoen dit stoeltje af met Gigi Galli. Mitsubishi trok zich uiteindelijk na afloop van het jaar compleet terug uit de sport. Panizzi wist zijn carrière desondanks voort te zetten in het seizoen 2006, toen hij gecontracteerd werd als een van de rijders in het Red Bull Škoda team, dat onder leiding stond van voormalig collega-rijder Armin Schwarz, en actief waren met de Škoda Fabia WRC. Het seizoen was voor Panizzi echter na twee enigszins teleurstellende optredens alweer over, toen hij na onvrede over het beleid zijn werkrelatie met het team verbrak en daarmee zijn carrière als actief rallyrijder beëindigde.
Sindsdien keerde Panizzi nog terug bij Peugeot, waarvoor hij bij droeg aan de ontwikkeling van de Peugeot 207 S2000, voornamelijk in de rol als testrijder. Met deze auto reed hij nog competitief rond in San Remo in 2007, de rally die op dat moment deel uitmaakte als ronde van de Intercontinental Rally Challenge. Hij eindigde de rally als zevende. In 2010 nam hij wederom deel aan deze rally voor het team van Proton.

## Complete resultaten in het wereldkampioenschap rally

### Overwinningen
| Nr. | Seizoen | Rally                                    | Navigator     | Auto            |
| --- | ------- | ---------------------------------------- | ------------- | --------------- |
| 1   | 2000    | 44ème V-Rallye de France - Tour de Corse | Hervé Panizzi | Peugeot 206 WRC |
| 2   | 2000    | 42º Rallye Sanremo - Rallye d´Italia     | Hervé Panizzi | Peugeot 206 WRC |
| 3   | 2001    | 43º Rallye Sanremo - Rallye d´Italia     | Hervé Panizzi | Peugeot 206 WRC |
| 4   | 2002    | 46ème Tour de Corse - Rallye de France   | Hervé Panizzi | Peugeot 206 WRC |
| 5   | 2002    | 35º Rallye Catalunya - Costa Brava       | Hervé Panizzi | Peugeot 206 WRC |
| 6   | 2002    | 44º Rallye Sanremo - Rallye d´Italia     | Hervé Panizzi | Peugeot 206 WRC |
| 7   | 2003    | 36º Rallye Catalunya - Costa Brava       | Hervé Panizzi | Peugeot 206 WRC |

### Overzicht van deelnames
| Seizoen | Inschrijving                  | Auto                     | 1      | 2      | 3      | 4      | 5      | 6      | 7      | 8      | 9      | 10     | 11    | 12    | 13     | 14     | 15     | 16  | Pos. | Punten |
| ------- | ----------------------------- | ------------------------ | ------ | ------ | ------ | ------ | ------ | ------ | ------ | ------ | ------ | ------ | ----- | ----- | ------ | ------ | ------ | --- | ---- | ------ |
| 1990    | Gilles Panizzi                | Lancia Delta Integrale   | MON 16 | POR    | KEN    | FRA    | GRI    | NZL    | ARG    | FIN    | AUS    | ITA    | IVK   | GBR   |        |        |        |     | -    | 0      |
| 1993    | Gilles Panizzi                | Peugeot 106 XSI          | MON    | ZWE    | POR    | KEN    | FRA NF | GRI    | ARG    | NZL    | FIN    | AUS    | ITA   | SPA   | GBR    |        |        |     | -    | 0      |
| 1995    | Peugeot Sport                 | Peugeot 306 S16          | MON    | ZWE    | POR    | KEN    | FRA 12 | GRI    | NZL    | ARG    | FIN    | AUS    | ITA   | SPA   | GBR    |        |        |     | -    | 0      |
| 1996*   | Peugeot Sport                 | Peugeot 306 Maxi         | MON    | ZWE    | POR    | KEN    | IDN    | FRA 2  | GRI    | ARG    | NZL    | FIN    | AUS   | ITA   | SPA    | GBR    |        |     | -    | -      |
| 1997    | Peugeot Sport                 | Peugeot 306 Maxi         | MON    | ZWE    | KEN    | POR    | SPA 3  | FRA 3  | ARG    | GRI    | NZL    | FIN    | IDN   | ITA   | AUS    | GBR    |        |     | 10   | 8      |
| 1998    | Peugeot Sport                 | Peugeot 306 Maxi         | MON 9  | ZWE    | KEN    | POR    | SPA 6  | FRA 4  | ARG    | GRI    | NZL    |        | ITA 5 | AUS   |        |        |        |     | 12   | 6      |
| 1998    | Gilles Panizzi                | Peugeot 106 Rallye       |        |        |        |        |        |        |        |        |        | FIN 35 |       |       |        |        |        |     | 12   | 6      |
| 1998    | Gilles Panizzi                | Subaru Impreza WRX       |        |        |        |        |        |        |        |        |        |        |       |       | GBR NF |        |        |     | 12   | 6      |
| 1999    | Gilles Panizzi                | Subaru Impreza WRC98     | MON NF | ZWE    | KEN    | POR    | SPA    |        |        |        |        |        |       |       |        |        |        |     | 10   | 6      |
| 1999    | Peugeot Esso                  | Peugeot 206 WRC          |        |        |        |        |        | FRA NF | ARG    | GRI    | NZL    | FIN 33 | CHN   | ITA 2 | AUS    | GBR 7  |        |     | 10   | 6      |
| 2000    | Peugeot Esso Sport            | Peugeot 206 WRC          | MON NF | ZWE    | KEN NF | POR    | SPA 6  | ARG    | GRI    | NZL    | FIN    | CYP    | FRA 1 | ITA 1 | AUS NF | GBR 8  |        |     | 7    | 21     |
| 2001    | Peugeot Total                 | Peugeot 206 WRC          | MON NF | ZWE    |        | SPA 2  | ARG    |        |        |        |        |        | ITA 1 | FRA 2 | AUS 9  |        |        |     | 8    | 22     |
| 2001    | H.F. Grifone                  | Peugeot 206 WRC          |        |        | POR 12 |        |        | CYP NF | GRI NF | KEN    | FIN 14 | NZL    |       |       |        | GBR NF |        |     | 8    | 22     |
| 2002    | Peugeot Total                 | Peugeot 206 WRC          | MON 7  |        | FRA 1  | SPA 1  | CYP 10 | ARG NF | GRI NF | KEN 6  | FIN    | DUI    | ITA 1 | NZL 7 | AUS    |        |        |     | 6    | 31     |
| 2002    | Bozian Racing                 | Peugeot 206 WRC          |        | ZWE 16 |        |        |        |        |        |        |        |        |       |       |        | GBR 11 |        |     | 6    | 31     |
| 2003    | Marlboro Peugeot Total        | Peugeot 206 WRC          | MON NF | ZWE    |        |        |        |        |        | DUI 10 | FIN    | AUS    | ITA 2 | FRA 6 | SPA 1  |        |        |     | 10   | 27     |
| 2003    | Bozian Racing                 | Peugeot 206 WRC          |        |        | TUR 5  | NZL    | ARG    | GRI 7  | CYP NF |        |        |        |       |       |        | GBR 5  |        |     | 10   | 27     |
| 2004    | Mitsubishi Motors Motorsports | Mitsubishi Lancer WRC 04 | MON 6  | ZWE NF | MEX 8  | NZL NF | CYP NF | GRI 10 | TUR NF | ARG 7  | FIN 11 | DUI NF | JPN   | GBR   | ITA    | FRA    | SPA 12 | AUS | 13   | 6      |
| 2005    | Mitsubishi Motors Motorsports | Mitsubishi Lancer WRC 05 | MON 3  | ZWE    | MEX 8  | NZL    | ITA    | CYP 11 | TUR    | GRI    | ARG    | FIN    | DUI   | GBR   | JPN 11 | FRA NF | SPA    | AUS | 15   | 7      |
| 2006    | Red Bull Škoda Team           | Škoda Fabia WRC          | MON 10 | ZWE    | MEX    | SPA 10 | FRA    | ARG    | ITA    | GRI    | DUI    | FIN    | JPN   | CYP   | TUR    | NZL    | AUS    | GBR | -    | 0      |

* Nam enkel deel aan rally's die buiten het rijders- en constructeurskampioenschap vielen.